# Garnet Point
Der Garnet Point (englisch für Granatlandspitze) ist eine felsige Landspitze aus Granatgneis an der ostantarktischen Georg-V.-Küste. Sie liegt auf der Westseite der Einfahrt zur Watt Bay.
Entdeckt wurde sie bei der Australasiatischen Antarktisexpedition (1911–1914) unter der Leitung des australischen Polarforschers Douglas Mawson. Seinen deskriptiven Namen erhielt sie durch den australischen Geologen Frank Leslie Stillwell (1888–1963), Teilnehmer der Expedition und Leiter der Mannschaft, die das Kap geologisch untersuchte.